# Interatheriidae
Gli interateriidi (Interatheriidae) sono una famiglia di mammiferi notoungulati estinti, appartenenti ai tipoteri. Vissero tra il Paleocene superiore e il Miocene superiore (circa 56 - 7 milioni di anni fa) e i loro resti fossili sono stati ritrovati in Sudamerica.

## Descrizione
Solitamente simili ai roditori, gli interateriidi erano generalmente di piccole o medie dimensioni, e raramente superavano la taglia di una marmotta. Rispetto agli altri rappresentanti del sottordine dei tipoteri, gli interateriidi erano caratterizzati principalmente da alcune caratteristiche dentarie, tra cui l'assenza di radici negli incisivi anteriori. Il cranio era solitamente dotato di dentatura completa; le forme più arcaiche (come Notopithecus) erano dotate di denti a corona bassa (brachidonti), mentre le forme successive mostrano un progressivo aumento dell'altezza della corona. Tra le forme più note si ricordano Protypotherium (dalle zampe lunghe e dall'aspetto vagamente simile a quello di un coniglio) e Interatherium (dalle zampe corte e dal corpo simile a quello di una donnola), entrambi del Miocene inferiore. Altri generi ben noti sono Cochilius, affine ai precedenti, e il bizzarro Miocochilius, dotato di zampe lunghe a due dita, probabilmente un estremo adattamento alla corsa.

## Classificazione
La famiglia Interatheriidae, istituita nel 1887 da Florentino Ameghino, comprende numerose forme di piccoli notoungulati simili a roditori, vissuti in un lungo periodo di tempo compreso tra la fine del Paleocene e la fine del Miocene. Gli interateriidi si suddividono in due sottogruppi principali: gli arcaici Nothopitecinae, comprendenti forme ben conosciute come Notopithecus, dalla dentatura brachidonte e priva di diastema, e gli Interatheriinae, specializzati e ben differenziati, vissuti fino alla fine del Miocene. Altre forme, come Munyizia e Antofagastia, sono di incerta collocazione sistematica. Gli interateriidi sono classificati tra i tipoteri, un gruppo di notoungulati solitamente simili a roditori, che produssero anche forme di grandi dimensioni (famiglia Mesotheriidae). All'interno del gruppo dei tipoteri, sembra che gli interateri possano essere considerati un gruppo derivato, probabilmente il sister group di un clade comprendente i Mesotheriidae e gli Hegetotheriidae. Di seguito è mostrata la tassonomia della famiglia Interatheriidae, fino al livello di genere: 

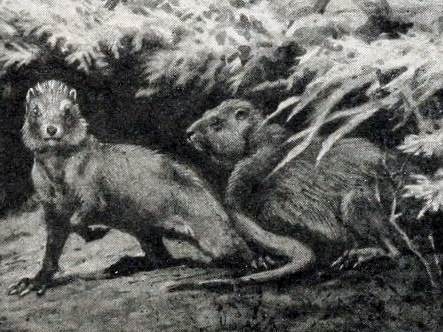
Ricostruzione di Interatherium robustum

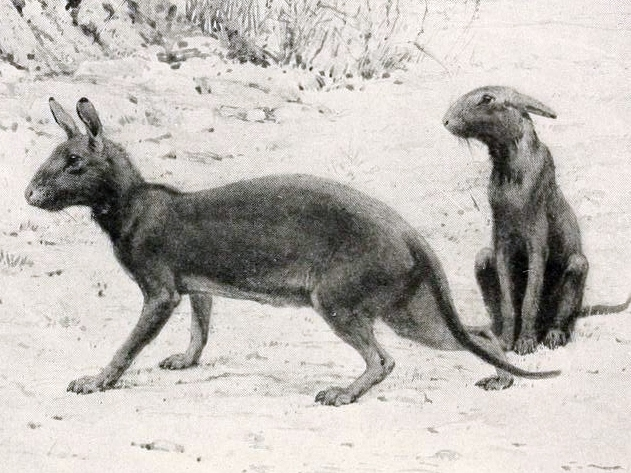
Ricostruzione di Protypotherium australe

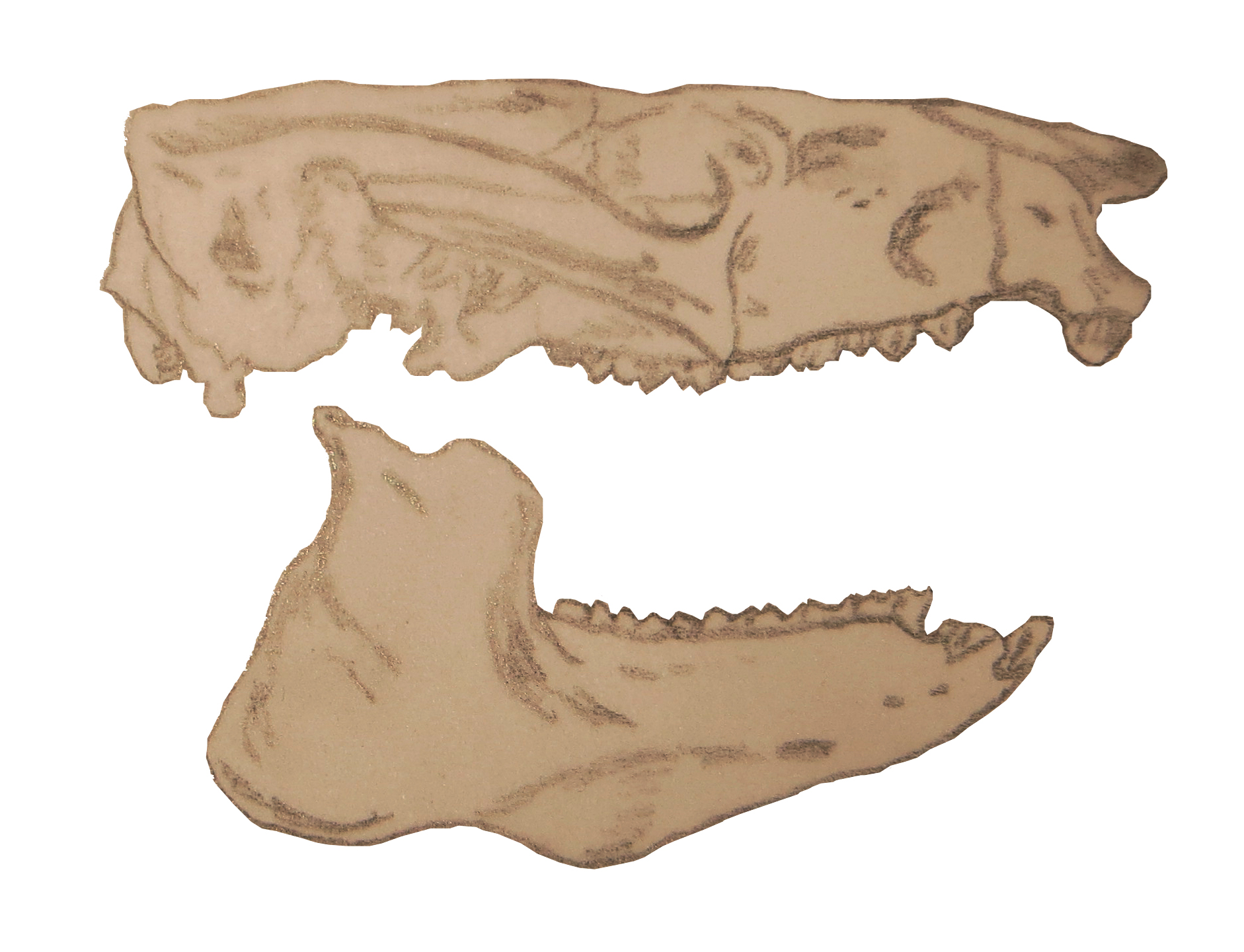
Cranio di Cochilius volvens

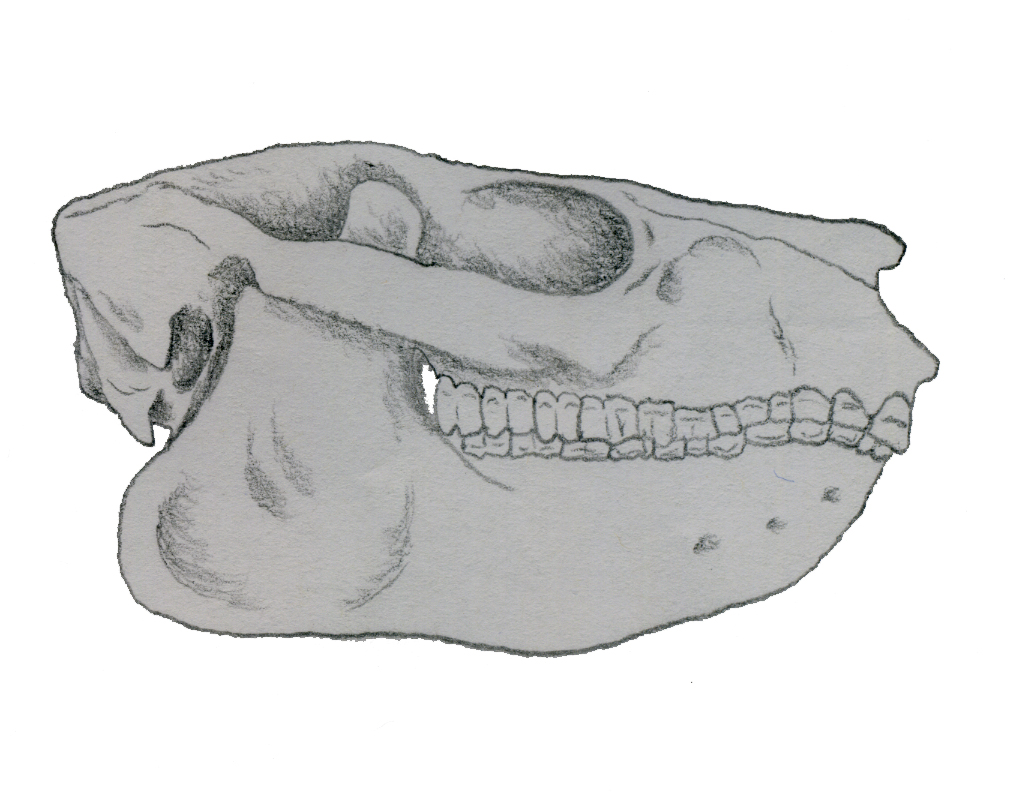
Cranio di Notopithecus adapinus

Interatheriidae
- Interatheriinae
  - Archaeophylus
  - Boleatherium
  - Brucemacfaddenia
  - Caenophilus
  - Cochilius
  - Epipatriarchus
  - Federicoanaya
  - Interatherium
  - Juchuysillu
  - Medistylus
  - Miocochilius
  - Paracochilius
  - Patriarchus
  - Plagiarthrus
  - Proargyrohyrax
  - Protypotherium
  - Santiagorothia
- Notopithecinae
  - Antepithecus
  - Guilielmoscottia
  - Notopithecus
  - Transpithecus
- Munyiziinae
  - Munyizia
- Johnbell
- Ignigena
- Antofagastia

## Paleobiologia
Gli interateriidi, solitamente di piccole dimensioni e con caratteristiche corporee e craniche simili a roditori, occuparono habitat e nicchie ecologiche comparabili a quelli di lepri, marmotte e viscacce. Alcuni interateriidi, in particolare i generi Protypotherium e Interatherium del Miocene inferiore della formazione Santa Cruz, furono componenti fondamentali delle faune a mammiferi del Cenozoico sudamericano.